# Ludwig Hauß

Ludwig Hauß

Ludwig Hauß (* 17. Februar 1871 in Darmstadt; † 2. Januar 1941 ebenda) war ein deutscher Oberst und während des Ersten Weltkriegs Kommandeur des Infanterie-Regiments „Lübeck“ (3. Hanseatisches) Nr. 162.

## Leben
Hauß wurde im Kadettenkorps erzogen und am 24. März 1890 als Sekondeleutnant dem 4. Magdeburgischen Infanterie-Regiment Nr. 67 der Preußischen Armee in Metz überwiesen. Nachdem er hier erst Bataillons-, dann Regimentsadjutant war, wurde er 1905 zum Hauptmann befördert und zum Kompaniechef ernannt. Später wurde er in gleicher Stellung in das 3. Lothringische Infanterie-Regiment Nr. 135 nach Diedenhofen versetzt. Unter der Beförderung zum Major war Hauß ab 1. Oktober 1913 beim Stab des Königin Elisabeth Garde-Grenadier-Regiments Nr. 3 in Charlottenburg.

### Erster Weltkrieg
Mit der Mobilmachung wurde Hauß Kommandeur des III. Bataillons vom Wreschener Reserve-Infanterie-Regiment Nr. 46. Im Verbund des III. Reserve-Korps war das Regiment an der Einnahme Antwerpens und an der Schlacht an der Yser beteiligt. Nun wurde das Korps an die Ostfront verlegt. Hier war Hauß Führer des aus den Reserve-Infanterie-Regimentern Nr. 52 und Nr. 12 des Detachements Hauß vor Warschau. Hauß machte die Schlachten bei Lowicz-Sannicki und an der Bzura-Rawka mit. Es folgte Stellungskrieg, bis die 9. Armee, zu dem die Brandenburger jetzt gehörten, wieder in die Offensive ging. Sie drang über Warschau bis in das Sumpfgebiet des Serwetsch vor, bis sie im Sommer 1916 bei den Abwehrkämpfen gegen die Brussilow-Offensive eingesetzt wurde.
Am 5. Oktober 1916 wurde er zum Kommandeur des neu aufgestellten Infanterie-Regiments Nr. 420 ernannt, mit dem er sich an den Stellungskämpfen in den Pripet-Sümpfen beteiligte. Am 11. Juli 1917 wurde Hauß zum Kommandeur des im Artois an der Westfront kämpfenden Infanterie-Regiments „Lübeck“ (3. Hanseatisches) Nr. 162 ernannt. Nachdem er beide Klassen des Eisernen Kreuzes erhalten hatte, wurde Hauß am 15. September 1917 mit dem Lübeckisches Hanseatenkreuz ausgezeichnet. Am 21. März 1918 führte er seinen Verband in die Frühjahrsoffensive. Im April eroberte sein Regiment im Verband der 4. Armee während der Schlacht um den Kemmel die Orte Meesen und Wytschaete (heute ein Stadtteil) zurück. Anschließend wechselte sein Regiment zur 18. Armee unter General von Hutier und nahm an der Matz-Offensive teil. Nun folgten Abwehrschlachten zwischen Somme und Oise. Hauß wurde am 18. August 1918 zum Oberstleutnant befördert.
Sein Brigadekommandeur Oberst Hans von Werder schlug ihn mit Befürwortung des Oberbefehlshabers der 18. Armee als Anerkennung für seine erbrachten Leistungen bei der Schlacht um den Kemmel und den Abwehrschlachten zur Verleihung des Ordens Pour le Mérite vor. Die höchste preußische Tapferkeitsauszeichnung wurde Hauß am 11. September 1918 verliehen.
Seine Bataillone kämpften noch in Flandern und Le Câteau, bevor er sein Regiment nach dem Waffenstillstand zurück nach Lübeck führte.

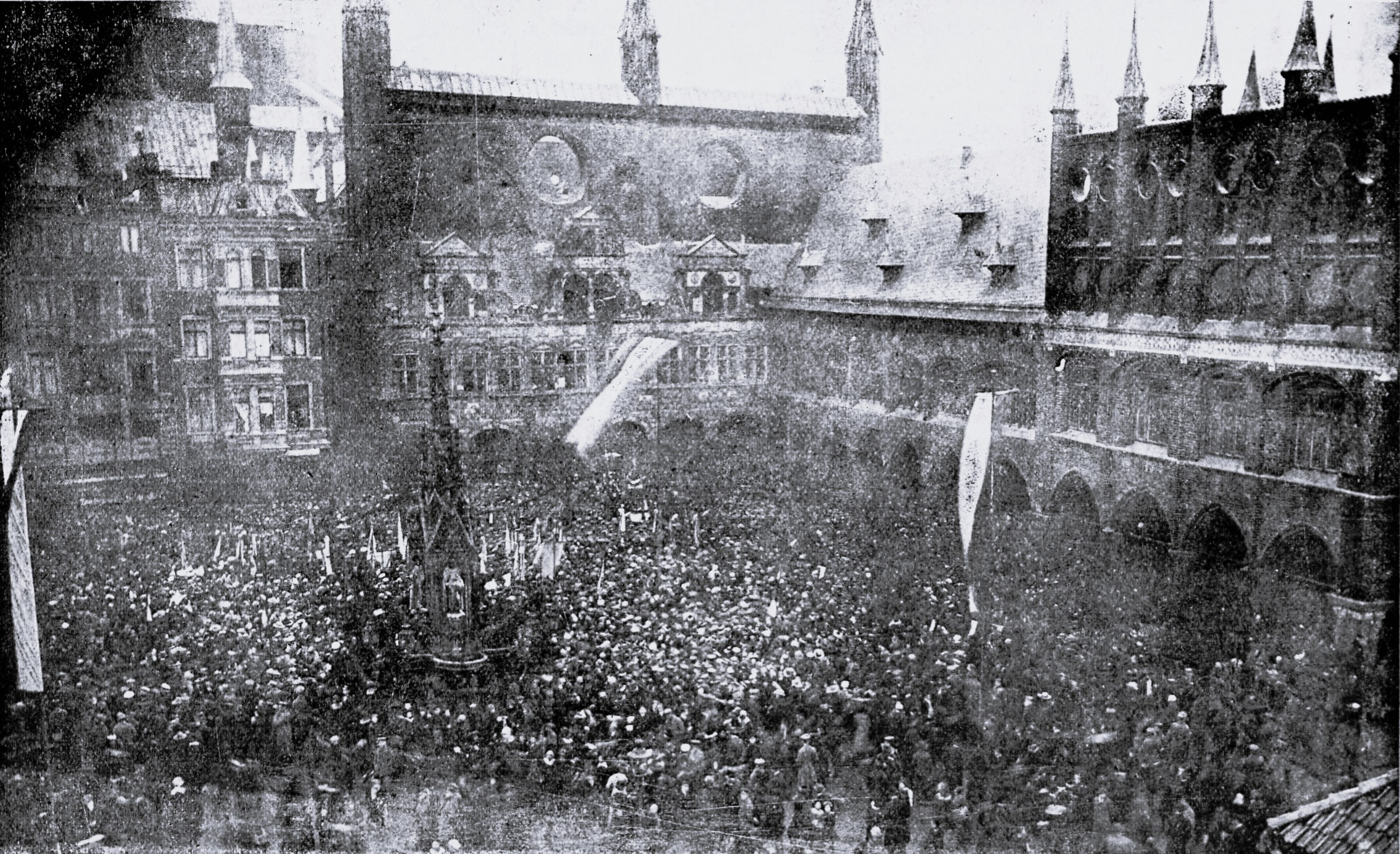
30. November 1918

Das Regiment kehrte am Vormittag des 26. November 1918, vom Wachtdienst während der Übergangszeit um das elsaß-lothringische Straßburg herum kommend, auf dem Hauptbahnhof heim. In der offiziellen Feier am 30. November auf dem Markt begrüßte neben Bürgermeister Fehling als Vertreter des Senats, auch Dimpker als Wortführer der Bürgerschaft, Retyfeldt als Mitglied des Soldatenrates und der Redakteur Stelling als Vertreter des Arbeiterrates das heimgekehrte Regiment. Von diesem waren jedoch nur noch Reste vorhanden. So hatten seine Offiziere das Regiment bereits verlassen. Da Hauß erkrankt war, dankte der Kommandeur des ebenfalls in Lübeck ansässigen Kommandos von der 81. Infanterie-Brigade, Oberst von Werder, ihnen im Namen des Regiments.

### Nachkriegszeit
Im Januar 1919 wurde Hauß zu seinen letzten Friedensregiment zurückversetzt. Nach der Demobilisierung wurde sein Abschiedsgesuch bewilligt und er schied am 12. Juli 1919 aus der Armee. Seitdem lebte er in Eberstadt bei Darmstadt.
Hauß erhielt am 27. August 1939, dem sogenannten Tannenbergtag, den Charakter als Oberst verliehen.